# Fairbury (Nebraska)
Fairbury es una ciudad ubicada en el condado de Jefferson en el estado estadounidense de Nebraska. En el Censo de 2010 tenía una población de 3942 habitantes y una densidad poblacional de 633,38 personas por km².

## Geografía
Fairbury se encuentra ubicada en las coordenadas 40°8′37″N 97°10′35″O / 40.14361, -97.17639. Según la Oficina del Censo de los Estados Unidos, Fairbury tiene una superficie total de 6.22 km², de la cual 6.21 km² corresponden a tierra firme y (0.17%) 0.01 km² es agua.

## Demografía
Según el censo de 2010, había 3942 personas residiendo en Fairbury. La densidad de población era de 633,38 hab./km². De los 3942 habitantes, Fairbury estaba compuesto por el 95.92% blancos, el 0.28% eran afroamericanos, el 0.61% eran amerindios, el 0.36% eran asiáticos, el 0.03% eran isleños del Pacífico, el 1.09% eran de otras razas y el 1.73% pertenecían a dos o más razas. Del total de la población el 3.32% eran hispanos o latinos de cualquier raza.